# Нассар, Ларри
Лоуренс Джерард Нассар (англ. Lawrence Gerard Nassar, род. 16 августа 1963 года, Фармингтон-Хилс, Мичиган, США) — американский насильник и педофил, бывший доктор сборной США по гимнастике, бывший врач-остеопат и профессор колледжа медицины при Мичиганском государственном университете. Совокупные преступления сексуального насилия Нассара легли в основу скандала с сексуальным насилием в гимнастике США, начавшегося в 2015 году, в котором он был обвинен в нападении по меньшей мере на 250 молодых женщин и девочек, начиная с 1992 года. Его жертвами стали гимнастки женской национальной сборной США по гимнастике, он признался только в 10 преступлениях.
Нассар был приговорен к 60 годам тюрьмы в июле 2017 года после признания себя виновным в хранении детской порнографии. 24 января 2018 года Нассар был приговорен к 175 годам тюрьмы штата Мичиган после признания себя виновным по семи пунктам обвинения в сексуальном насилии над несовершеннолетними. 5 февраля 2018 года он был приговорен к дополнительным 125 годам тюремного заключения после признания себя виновным еще по трем пунктам обвинения в сексуальном насилии.

## Биография
Нассар родился 16 августа 1963 года в Фармингтон-Хилс, штат Мичиган, в семье Фреда Нассара (1925-2000) и Мэри Нассар (1924-2019), которые оба имели ливанское происхождение. В 1978 году он начал свою карьеру в качестве ученика спортивного тренера женской команды по гимнастике в средней школе Северного Фармингтона в возрасте 15 лет по рекомендации своего старшего брата Майка, который работал спортивным тренером в школе. Нассар окончил среднюю школу Северного Фармингтона в 1981 году. Он изучал кинезиологию в Мичиганском университете, где получил степень бакалавра в 1985 году. В течение этого времени он работал в университетских футбольных и легкоатлетических командах .
19 октября 1996 года он женился на Стефани Линн Андерсон в католической церкви Святого Иоанна в Ист-Лансинге, у них есть две дочери и сын. Супруги развелись после того, как он был арестован по подозрению в сексуальном насилии, Стефани Нассар получила полную опеку над своими тремя детьми .
Нассар проживал в Холте, штат Мичиган, во время своего ареста в декабре 2016 года. Несмотря на то, что его публично обвинили в сексуальных преступлениях, Нассар баллотировался в школьный совет Холта в 2016 году и получил 21% голосов.

## Карьера в медицине
В 1986 году Нассар начал работать спортивным тренером национальной сборной США по гимнастике. В 1993 году он окончил медицинский колледж при Мичиганском государственном университете в качестве доктора-остеопата. Далее он окончил ординатуру по семейной практике в больнице Святого Лаврентия, а в 1997 году получил стипендию по спортивной медицине.
В 1997 году он начал работать ассистентом профессора на кафедре семейной и общественной медицины в медицинском колледже при Мичиганском университете, где зарабатывал 100 000 долларов в год. Нассар числится соавтором по меньшей мере шести научных работ по лечению гимнастических травм. Он начал работать доктором команды в средней школе Холта в 1996 году.

## Карьера в гимнастике
В 1988 году он начал работать с тренером Джоном Геддартом в гимнастическом клубе Twistars. Нассар занимал пост медицинского координатора гимнастики США с 1996 по 2014 год.

## Обвинения в сексуальном насилии и приговор

### Обвинения
Жалобы гимнасток на поведение Нассара начались еще в 1990-х годах, но только в 2015 году гимнастика США приняла меры. Организация разорвала рабочие отношения с Нассаром. В сентябре 2016 года газета The Indianapolis Star сообщила, что Рейчел Денхолландер и еще одна бывшая гимнастка обвинили Нассара в сексуальном насилии. Он был уволен штатом Мичиган 20 сентября, после того как был переведен с клинических и преподавательских обязанностей месяцем ранее.
В феврале 2017 года три бывшие гимнастки: Жанетт Антолин, Джессика Говард и Джейми Данцшер дали интервью телешоу «60 минут», в котором заявили, что Нассар сексуально надругался над ними. Они также утверждали, что эмоционально тяжелая обстановка в тренировочных лагерях национальной команды, которыми руководили Бела и Марта Каройи, на ранчо Каройи близ Хантсвилла, штат Техас, дала Нассару возможность воспользоваться гимнастками и заставила их бояться говорить о насилии . Рейчел Денхолландер, одна из первых женщин, публично обвинивших Нассара, заявила в суде в мае 2017 года, что он сексуально надругался над ней во время пяти визитов к нему в 2000 году, когда ей было 15 лет.
Олимпийская золотая медалистка Маккайла Марони, используя хэштег #MeToo в Twitter, рассказала, что Нассар неоднократно приставал к ней с 2008 года, когда ей было 13 лет, пока она не ушла из спорта восемь лет спустя в 2016 году. Марони впоследствии подала иск против Нассара, Мичиганского государственного университета, Олимпийского комитета США и руководства гимнастики США . Иск обвинил руководство гимнастики США в сокрытии сексуального насилия, потребовав от нее подписать соглашение о неразглашении в ее урегулировании на сумму 1,25 миллиона долларов. Адвокат Марони, Джон Мэнли, назвал Нассара врачом-педофилом.
Во время интервью олимпийский телешоу «60 минут» чемпионка, Али Райсман, призналась, что Нассар сексуально надругался над ней. Райсман уточнила, что Нассар приставал к ней, когда ей было 15 лет.
Бывший член сборной, Мэгги Николс, также заявила, что Нассар приставал ней. Он связался с ней по Facebook и неоднократно делал похабные комплименты ее внешности.
Мне было всего 15 лет, я думала, что он просто пытается быть милым со мной.
Согласно судебным материалам и интервью, Николс и ее тренер, Сара Янци, сообщили о Нассаре руководству гимнастики США 17 июня 2015 года после того, как тренер подслушал разговор Николс и другой гимнастки о поведении Нассара. Вскоре после этого Симона Байлз выступила с заявлением, что она тоже подверглась сексуальному насилию со стороны Нассара. Джордин Уибер сделала заявление о влиянии на приговор суда Нассара, в котором она также обвинила его в сексуальном насилии над ней во время ее членства в гимнастике США и рассказала о его последствиях.

### Приговор
В ноябре 2016 года Нассару были предъявлены обвинения в сексуальном насилии над ребенком, которое осуществлялось с 1998 по 2005 год. Преступления предположительно начались, когда жертве было шесть лет. Ему было предъявлено 22 обвинения в преступном сексуальном поведении первой степени с несовершеннолетними: 15 в округе Ингхэм и 7 в соседнем округе Итон. В обвинениях утверждалось, что Нассар приставал к семи девушкам под предлогом оказания законной медицинской помощи, как у себя дома, так и в клинике на территории кампуса Мичиганского университета.
Нассар был арестован в декабре 2016 года после того, как ФБР обнаружило более 37 000 изображений детской порнографии и видео, на котором Нассар приставал к несовершеннолетним. 6 апреля 2017 года его медицинская лицензия была отозвана на три года. 11 июля 2017 года Нассар признал себя виновным в хранении детской порнографии и фальсификации доказательств путем уничтожения и сокрытия этих изображений. 7 декабря 2017 года судья Джанет Нефф приговорила Нассара к 60 годам тюрьмы .
22 ноября 2017 года Нассар признал себя виновным в окружном суде округа Ингхэм по семи пунктам обвинения в преступном сексуальном поведении первой степени с несовершеннолетними в возрасте до 16 лет. Он признался, что приставал к семи девочкам, трем из которых не исполнилось и 13 лет. 29 ноября он признал себя виновным еще по трем пунктам обвинения в преступном сексуальном поведении первой степени в округе Итон. По состоянию на 18 января 2018 года 135 женщин обвинили Нассара в сексуальном насилии, когда тот работал с гимнастами и Мичиганском университете. В течение следующей недели их число возросло до 150. В иске, который был подан в апреле 2017 года, женщина утверждала, что Нассар изнасиловал ее еще во время учебы в медицинской школе в 1992 году.
24 января 2018 года судья, Розмари Акуилина, из округа Ингхэм приговорила Нассара к тюремному заключению сроком от 40 до 175 лет тюремного заключения за сексуальное насилие над несовершеннолетними, в котором он признал себя виновным 22 ноября. Акуилина позволила обвинителям Нассара представить заявления жертвы и отклонила возражения, выдвинутые Нассаром против этого решения. Во время вынесения приговора судья сообщил Нассару, что он упустил возможность получить лечение своего сексуального расстройства, ведь он знал о нем с раннего возраста. Она также заявила, что, вероятно, есть еще десятки жертв, которые не сообщили о его домогательствах.
Нассар практиковал без медицинской лицензии Техаса, пока работал на ранчо Каройи в Хантсвилле. По словам Маккейлы Марони, именно здесь Нассар домогался девушек более 15 лет. Врачебная практика без лицензии в Техасе является уголовным преступлением третьей степени, хотя оно редко преследуется по закону. 31 января 2018 года судья Мичигана заявил, что было более 265 идентифицированных жертв сексуального проступка.
5 февраля 2018 года судья Дженис Каннингем из округа Итон приговорила Нассара к тюремному заключению сроком от 40 до 125 лет по трем пунктам обвинения в преступном сексуальном насилии, в котором он признал себя виновным 29 ноября. Нассар извинился за свой проступок, несмотря на это, Каннингем заявила, что Нассар все еще отрицает разрушительные последствия своих преступлений Приговор округа Итон будет действовать одновременно с приговором округа Ингхэм. Государственные приговоры Нассара начнутся после завершения его федерального приговора. Нефф распорядился, чтобы все приговоры, вынесенные на уровне штатов, следовали за федеральным приговором. В результате Нассар будет отбывать минимум 100 лет в тюрьме, это гарантирует, что он умрет в тюрьме.
Нассар был переведен в тюрьму Соединенных Штатов в Тусоне, штат Аризона, в феврале 2018 года. До этого его перевели из тюрьмы округа Итон в федеральный центр содержания под стражей в Милане, штат Мичиган. В августе 2018 года газета Detroit News сообщила, что Нассар был переведен в федеральный трансферный центр в Оклахома-Сити, штат Оклахома. По словам его адвокатов, Нассар подвергся нападению почти сразу же после того, как его поместили в общую камеру в тюрьме Тусона, расследование впоследствии установило, что он не может находиться там в безопасности. В результате его перевели в американскую тюрьму Коулман во Флориде. Его самая ранняя возможная дата освобождения из-под стражи — 23 марта 2069 года. Если он будет все еще жив в этот момент, ему будет 105 лет, и он будет немедленно переведен в тюрьму штата Мичиган, чтобы отбыть наказание в штате.

## Последствия
С тех пор было подано более 150 федеральных и государственных исков против Нассара, Мичиганского государственного университета, Олимпийского комитета США, руководства гимнастики США и гимнастического клуба Twistars. Все 18 членов правления гимнастики США, включая Стива Пенни, подали в отставку. Президент Мичиганского университета, Лу Анна Саймон, и директор Мичиганского университета по легкой атлетике, Марк Холлис, подали в отставку, другие члены также находятся под пристальным вниманием.
Преступления Нассара, совершенные в Мичиганском университете и гимнастике США, сравнивают с преступлениями сексуального насилия тренера Джерри Сандаски в Университете штата Пенсильвания. В обоих случаях власти попытались скрыть деятельность растлителя малолетних вместо того, чтобы немедленно обратиться в правоохранительные органы.
Генеральный прокурор штата Мичиган Билл Шуетт пообещал провести полное расследование того, как Нассар мог десятилетиями издеваться над молодыми женщинами, работая в университете штата. Мичиганский университет согласился выплатить 500 миллионов долларов 332 предполагаемым жертвам Нассара, урегулировав судебные иски, поданные жертвами. Это была самая крупная сумма денег в истории, уплаченная университетом за дело о сексуальном насилии. В канун Рождества 2019 года преемница Шуетта, Дана Нессел объявила, что приостанавливает расследование.
18 июля 2018 года более 140 человек, переживших насилие Нассара, вместе вышли на сцену Microsoft Theater в Лос-Анджелесе, штат Калифорния, чтобы получить премию Артура Эша за мужество на церемонии вручения премии ESPY 2018 года. Гимнастки, Сара Кляйн и Али Райсман, а также софтболистка Тиффани Томас Лопес выступили от имени жертв в качестве пресс-секретарей. Кляйн назвала себя первой жертвой Нассара 30 лет назад. Они приписывали свою работу ведущему детективу Андреа Манфорд из полиции штата Мичиган, бывшему помощнику Генерального прокурора Анджеле Повилайтис и судье Розмари Акуилине из 30-го окружного суда округа Ингхэм, штат Мичиган. Акуилина также присутствовала на церемонии, а певица MILCK исполнила свою песню Quiet, написанную на основе ее собственного опыта сексуального насилия.
В конце июля 2018 года сообщалось, что Нассар добивается нового слушания по приговору из-за опасений предполагаемой предвзятости судьи Акуилины, но позже его просьба была отклонена судьей округа Итон, Дженис Каннингем.
В 2020 году вышел документальный фильм Athlete A канала Netflix, который основан на деле Нассара.
9 июля 2023 года Нассар получил 10 ударов ножом в тюрьме.

.